# Ben Westwood
Ben Westwood (* 25. Juli 1981 in Bradford) ist ein englischer Rugby-League-Spieler. Er spielt für die Warrington Wolves in der Super League.

## Karriere
Westwood begann seine Karriere bei den Normanton Knights, einem semi-professionellen Verein in der Nähe von Wakefield, wo ihn die Wakefield Trinity Wildcats entdeckten. 2002 wechselte er zu den Warrington Wolves. Anfangs noch ein Innendreiviertel, wechselte er zu Beginn der Saison 2005 auf die Position des Zweite-Reihe-Stürmers, wodurch sich seine Leistung stark verbesserte. 2007 wurde er sowohl von seiner Mannschaft als auch von den Fans zum "Player of the Year" gewählt.
2008 wurde er in das Super League Dream Team gewählt und nahm mit der englischen Nationalmannschaft an der Rugby-League-Weltmeisterschaft 2008 teil. 2009 und 2010 gewann er mit Warrington den Challenge Cup. 2011 erreichte er mit Warrington in der regulären Saison den 1. Tabellenplatz und nahm mit England an den Four Nations teil. 2012 gewann er mit Warrington erneut den Challenge Cup. 2013 nahm er mit England erneut an der Rugby-League-Weltmeisterschaft teil.